# Bako Dagnon
Bako Dagnon (Goloblayi,
1948 o
1953 -
7 de julio de 2015) fue una cantante griot maliense.
Era considerada una representante popular de la cultura mandinga y publicó varios álbumes en los idiomas locales.

## Biografía
Bako Dagnon nació en el pequeño pueblo de Golobladji, a unos 20 km de la ciudad de Kita en una familia de griots y ejecutantes de ngoni.
Los orígenes de su familia se remontan a la época del rey Sundiata Keita (1217-1255). En su pueblo de nacimiento aprendió las canciones de la región de Segú (de donde provenía su abuela) y las de Guinea (de su madre), mientras que su abuelo, que había luchado con Samori Turé (1830-1900), le enseñó sus canciones del campo de batalla.
El 24 de noviembre de 1958, su país se declaró República Sudanesa, dentro todavía de la Comunidad Francesa. Se independizó completamente en septiembre de 1960.
Su madre murió cuando Bako Dagnon tenía siete años, entonces su padre la dio al cuidado de la esposa estéril de un griot en la ciudad de Kita.
Allí fue maltratada y abandonó esa familia de adopción y fue a vivir con el gran griot mandinka Kele Monson Diabate, quien le enseñó a cantar las historias del Tariku (reino mandinga) antes de la invasión francesa (de 1870).

## Carrera
En 1966, Bako Dagnon dio su primer concierto público en la ciudad de Kita durante la edición local de la "Semana de la Juventud" (Semana de la Jeunesse). Este evento había sido creado por el primer presidente Modibo Keita para «impulsar las tradiciones culturales de Malí».
Dagnón cantó una canción fulani en idioma bambara, «Yirijanko Le», por la que ganó un premio que el año siguiente le permitió participar en la edición regional de la "Semana de la Juventud" en la región de Kayes. Allí volvió a ganar y actuó en la competición nacional, la Bienal de Bamako.
Después de este éxito, empezó a cantar regularmente con la Orquesta Regional de Kita. En Bamako ganó dinero cantando en bodas y se convirtió en un personaje popular.

## Trabajos con el Ensamble Instrumental Nacional de Malí
A pedido del ministro de Arte, Deportes y Cultura de esa época, en 1974
Bako Dagnon se unió con el Ensemble Instrumental National (Ensamble Instrumental Nacional) que se había establecido poco después de la declaración de independencia en 1961. El ensamble fue el conjunto de música de mayor prestigio en el país y consistía en unos cuarenta de los mejores músicos de Malí. Aunque Bako Dagnon no vivía en Bamako sino en Kita con su esposo y sus hijos, ella trabajaba regularmente con el Ensamble Nacional. También se unió al ensamble en una gira de conciertos en Corea y China, donde cantó ante Mao.
Sus actuaciones dieron lugar a un aumento de su propia reputación y de la del conjunto. Ella ganó notoriedad en el conjunto de Malí con la canción «Tres monyonko» (que significa ‘mientras pelaba cacahuates [maníes]’), que sigue siendo una de sus canciones más populares.

## Carrera sin el Ensamble Nacional
Recién en 1980 la cantante eligió mudarse a Bamako ―capital de Malí― con sus hijos.
Después de un grave accidente de tráfico, Bako Dagnon decidió abandonar el Ensamble Nacional Instrumental, que en ese momento sufría de falta de fondos, debido a la omnipresente corrupción del Gobierno.
En 1990, un productor de música india de Liberia le ofreció un contrato de grabación, y así grabó su primer casete. Después de la grabación de un segundo casete, la empresa productora desapareció en medio de la primera guerra civil liberiana.
En los años noventa, Bako Dagnon continuó dando conciertos públicos y privados.
Ya no hizo ninguna grabación hasta principios de la década de 2000, cuando también logró ganar popularidad fuera de Malí. Participó en los álbumes Mandekalou (2004) y Mandekalou II (2006) del colectivo griot Mandika que llevaba el nombre de Ibrahima Sylla.
También apareció en la canción «Donso ke», en el álbum Electro Bamako (2006) de Marc Minelli.
Su primer disco solista internacional, Titati, fue producido nuevamente por Ibrahima Sylla y se publicó en 2007 en su sello Syllart Records. El director musical del álbum fue François Bréant.
Dos años después lanzó Sidiba, su séptimo álbum.
La única canción en francés fue «Le guide de la revolutión», que fue lanzada como sencillo.
El 14 de enero de 2009, el Gobierno le otorgó la condecoración «caballero de la Orden Nacional de Malí».

## Fallecimiento
La cantante murió el 7 de julio de 2015 a las seis de la mañana en el Hospital of Point-G, en Bamako, tras una larga enfermedad.
Su funeral se organizó el día siguiente en el barrio Hamdallaye ACI 2000 en el que había estado viviendo. Se llevó a cabo en presencia de numerosas figuras públicas, incluyendo miembros del Gobierno y Keita Aminata Maïga, la primera dama de Malí.